# Valbona (flod)
Valbona (albansk: Valbonë) er en flod i det nordlige Albanien. Den er stadig relativt uberørt og en af de reneste i landet. Dens kilde er i Prokletijebjergene, nær grænsen til Montenegro.
Valbonë strømmer hovedsageligt mod øst gennem kommunen Margegaj (bjerglandsbyer Valbonë, Dragobi og Shoshan) og drejer derefter sydpå langs Bajram Curri og fortsætter sydvest indtil denm løber ud i floden Drin nær Fierzë . Det er en af de reneste floder i landet. Floden begynder i og flyder gennem Valbonë-dalen. Der er planlagt flere vandkraftværker i Valbonëdalen(2016).